# Daniel Jodoin
 (novembre 2023).
Si vous disposez d'ouvrages ou d'articles de référence ou si vous connaissez des sites web de qualité traitant du thème abordé ici, merci de compléter l'article en donnant les références utiles à sa vérifiabilité et en les liant à la section « Notes et références ».
En pratique : Quelles sources sont attendues ? Comment ajouter mes sources ?
Daniel Jodoin, né le 2 mars 1957 à Granby (Québec), est un prélat canadien de l'Église catholique. Il est évêque du Diocèse de Nicolet depuis le 18 octobre 2022.

## Biographie
Daniel Jodoin est né le 2 mars 1957 à Granby au Québec. Il fut ordonné prêtre le 3 octobre 1992 au sein de l'archidiocèse de Sherbrooke. Il fut ordonné évêque le 25 avril 2013.
Après des études primaires à l’école Saint-Luc de Granby (1962-1969) et des études secondaires au Séminaire du Verbe Divin de Granby (1969-1974), il poursuivit des études collégiales au Collège Jean-de-Brébeuf de Montréal (1974-1976) et entreprit des études à l’École des Hautes Études commerciales de l’Université de Montréal où il a obtenu un baccalauréat (1979) et une maîtrise en administration des affaires (MBA) (1982). À la suite de la réussite des examens d’admission et d’un stage professionnel dans un cabinet de comptables agréés de Montréal, il est devenu, le 6 novembre 1981, membre de l’Ordre des Comptables Agréés du Québec (CA). De 1982 à 1986, Daniel Jodoin se joint à la communauté des Missionnaires du Verbe Divin et entre au Séminaire Saint-Paul d’Ottawa où il a obtenu un baccalauréat en théologie (1986). Après un stage pastoral dans diverses paroisses du diocèse de Saint-Hyacinthe et de Sherbrooke, il a été ordonné diacre le 5 juin 1992 et prêtre le 3 octobre 1992 pour l’archidiocèse de Sherbrooke. Après des études à l’Université pontificale grégorienne à Rome, de 2000 à 2002, il a obtenu une licence en théologie dogmatique, plus précisément en ecclésiologie. Daniel Jodoin parle le français, l’anglais, l’italien et l’espagnol et a une connaissance du latin et du grec.
Daniel Jodoin a exercé son ministère presbytéral dans les paroisses suivantes de l’archidiocèse de Sherbrooke : vicaire à Saint-Joseph (1992-1994); curé de Notre-Dame-de-Lourdes, Saint-Anges de Ham-Nord et Saint-Fortunat (1994-2000); administrateur paroissial de Saint-Julien (1999-2000); administrateur paroissial et curé de Saint-François-d’Assise (2002-2009); curé de Très-Saint-Sacrement (2005-2006), Notre-Dame-de-l’Assomption (2005-2008), Sainte-Famille (2005-2009) et de Saint-Philémon (2009). À la suite des fusions de paroisses, Daniel Jodoin devint curé de la nouvelle paroisse Bon-Pasteur le 1er janvier 2010. Depuis 2009, il était également responsable de l’Office du clergé et coordonnateur de la Région pastorale de Sherbrooke. En juin 2002, il était nommé recteur du Grand Séminaire des Saints-Apôtres de l’archidiocèse de Sherbrooke.
Le 22 janvier 2013, le pape Benoît XVI a nommé Daniel Jodoin évêque de Bathurst au Nouveau-Brunswick. Son ordination épiscopale a eu lieu le 25 avril 2013, jour de la fête de l’évangéliste saint Marc, en la cathédrale Sacré-Cœur de Bathurst.
Le 18 octobre 2022, en ce jour de la fête de l’évangéliste Saint-Luc, le pape François a nommé Daniel Jodoin 7e évêque du diocèse de Nicolet. La cérémonie inaugurant son ministère épiscopal a eu lieu le 16 décembre 2022 à 14h en la cathédrale St-Jean-Baptiste de Nicolet.